# Avezé

Avezé este o comună în departamentul Sarthe, Franța. În 2009 avea o populație de 757 de locuitori.